# Justin Donawa
Justin Donawa, né le 27 juin 1996 à Sandys, est un footballeur international bermudien jouant au poste d'ailier droit.

## Biographie

### En sélection
En juin 2019, il est retenu par le sélectionneur Kyle Lightbourne afin de participer à la Gold Cup organisée aux États-Unis, en Jamaïque et au Costa Rica.